# Peter von Matt
Peter von Matt (Lucerna, 20 de mayo de 1937-Zúrich, 21 de abril de 2025) fue un germanista y escritor suizo.

## Vida
Se crio en Stans en el cantón de Nidwalden. Estudió germanística, filología inglesa e historia del arte en Zúrich y Nottingham. Hizo su tesis doctoral sobre Franz Grillparzer con Emil Staiger y en 1970 obtuvo la habilitación con un trabajo sobre E. T. A. Hoffmann.
Entre 1976 y 2002 enseñó literatura alemana moderna en la Universidad de Zúrich, en 1980 fue profesor invitado en la Universidad Stanford y entre 1992 y 1993 fellow en el Wissenschaftskolleg zu Berlin.
Es miembro de la orden Pour le Mérite, de la Academia Alemana de la Lengua y la Poesía, de la Sächsische Akademie der Künste y de la Academia de las Artes de Berlín.
Escribe regularmente artículos para la Frankfurter Anthologie, y en 1998 se convirtió en el primer ganador del premio que concede dicha antología. Está casado con la crítico literaria Beatrice von Matt-Albrecht y residen en Dübendorf, cerca de Zúrich.

## Obra
- Der Grundriss von Grillparzers Bühnenkunst (1965)
- Die Augen der Automaten. E.T.A. Hoffmanns Imaginationslehre als Prinzip seiner Erzählkunst (1971)
- … fertig ist das Angesicht. Zur Literaturgeschichte des menschlichen Gesichts (1983)
- Liebesverrat – Die Treulosen in der Literatur (1989)
- Das Schicksal der Phantasie. Studien zur deutschen Literatur (1994)
- Der Zirkelschmied. Hebels letzter Gauner (1994)
- Verkommene Söhne, mißratene Töchter. Familiendesaster in der Literatur (1995)
- Die verdächtige Pracht. Über Dichtung und Gedichte (1998)
- Die tintenblauen Eidgenossen. Über die literarische und politische Schweiz (2001)
- Öffentliche Verehrung der Luftgeister (2003)
- Die Intrige. Theorie und Praxis der Hinterlist (2006)
- Das Wilde und die Ordnung. Zur deutschen Literatur (2007)
- Der Entflammte. Über Elias Canetti (2007)
- Wörterleuchten. Kleine Deutungen deutscher Gedichte (2011)
- Das Kalb vor der Gotthardpost. Zur Literatur und Politik der Schweiz (2012)

## Distinciones
- 1991 Premio Johann Heinrich Merck[4]
- 1994 Premio Johann Peter Hebel[4]
- 1995 Innerschweizer Kulturpreis[4]
- 1996 Pour le Mérite für Wissenschaften und Künste
- 1998 Preis der Frankfurter Anthologie[4]
- 2000 Kunstpreis der Stadt Zürich
- 2001 Premio Friedrich Märker[4]
- 2003 Prix européen de l’essai Charles Veillon[4]
- 2004 Deutscher Sprachpreis
- 2006 Premio Heinrich Mann[5]
- 2007 Brüder-Grimm-Preis der Philipps-Universität Marburg[4]
- 2011 Premio anual de la Stiftung für Abendländische Ethik und Kultur[4]
- 2012 Schweizer Buchpreis por Das Kalb vor der Gotthardpost
- 2014 Premio Goethe